# Moussa Faki
Moussa Faki Mahamat (arabsko موسى فكي محمد, Mūsā Fakī Muḥammad), čadski politik in diplomat, * 21. junij 1960, Biltine, Čad.
14. marca 2017 je bil izvoljen za predsednika Komisije Afriške unije. Pred tem je bil med 24. junijem 2003 in 4. februarjem 2005 predsednik vlade Čada in minister za zunanje zadeve od aprila 2008 do januarja 2017. Faki, član vladajočega Domoljubnega gibanja za rešitev (MPS), pripada etnični skupini Zaghawa, ki ji je pripadal tudi pokojni predsednik Idriss Déby.
6. februarja 2021 je bil ponovno izvoljen za predsednika Komisije Afriške unije za nadaljnji štiriletni mandat.

## Biografija
Faki se je rodil v mestu Biltine v vzhodnem Čadu. Obiskoval je univerzo v Brazzavillu v Republiki Kongo, kjer je študiral pravo. Ko je Hissein Habré 7. junija 1982 prevzel oblast, je odšel v izgnanstvo in se pridružil Demokratičnemu revolucionarnemu svetu, ki ga je vodil Acheikh Ibn Oumar; vendar se ni vrnil v Čad, ko se je Acheikh leta 1988 pridružil Habréju. Končno se je vrnil 7. junija 1991, potem ko je oblast prevzel Déby. Bil je generalni direktor dveh ministrstev, nato pa je med letoma 1996 in 1999 opravljal funkcijo generalnega direktorja Nacionalne družbe za sladkor (SONASUT).
Nato je bil od marca 1999 do julija 2002 direktor kabineta predsednika Débyja in vodja njegove kampanje za predsedniške volitve maja 2001. Faki je bil kasneje imenovan za ministra za javna dela in promet v vladi premierja Harouna Kabadija, ki je bil na to mesto imenovan 12. junija 2002. Čez leto dni, 24. junija 2003, je predsednik Déby Kabadija zamenjal s Fakijem, ki je tako postal novi čadski premier. Imenovanje Fakija je bilo nenavadno, ker je Faki politik s severa države, kar je pomenilo, da sta bila s severa tako predsednik kot premier; običajno je mesto predsednika vlade dobil južnjak, ker je bil predsednik Déby severnjak. Faki je odstopil v začetku februarja 2005 zaradi stavke javnih uslužbencev in govoric o prepiru z Débyjem.
Faki je bil 19. januarja 2007 imenovan za člana Ekonomsko-socialnega in kulturnega sveta, nato pa sredi februarja istega leta še izvoljen za predsednika tega svéta. V vladi premierja Youssoufa Saleha Abbasa, ki je bila imenovana 23. aprila 2008, je bil imenovan za zunanjega ministra.
30. januarja 2017 je bil izvoljen kot naslednik Južnoafričana Nkosazana Dlamini-Zuma na položaju predsednika Komisije Afriške unije, pri čemer je premagal Amino Mohamed iz Kenije. Hissein Brahim Taha ga je 5. februarja 2017 nadomestil na mestu čadskega ministra za zunanje zadeve. Faki je funkcijo predsednika AU komisije prevzel 14. marca 2017.